# Wadim Witaljewitsch Guschtschin

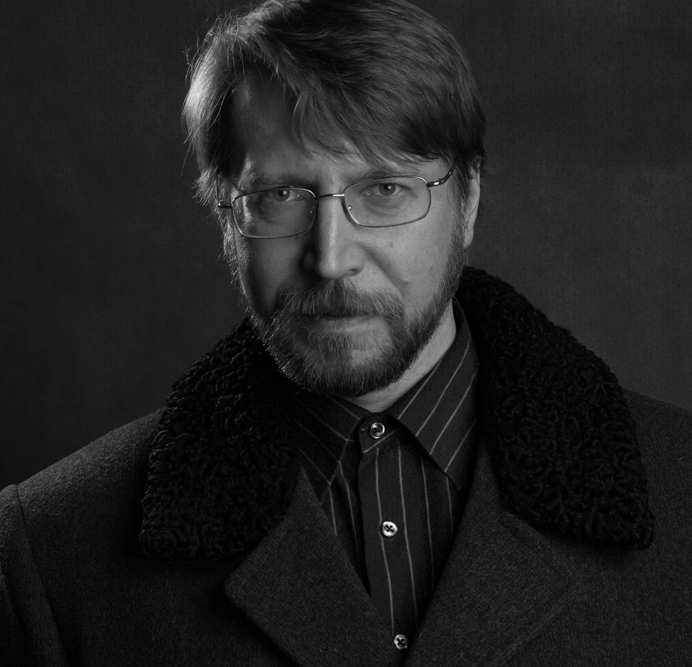
Wadim Witaljewitsch Guschtschin (2006)

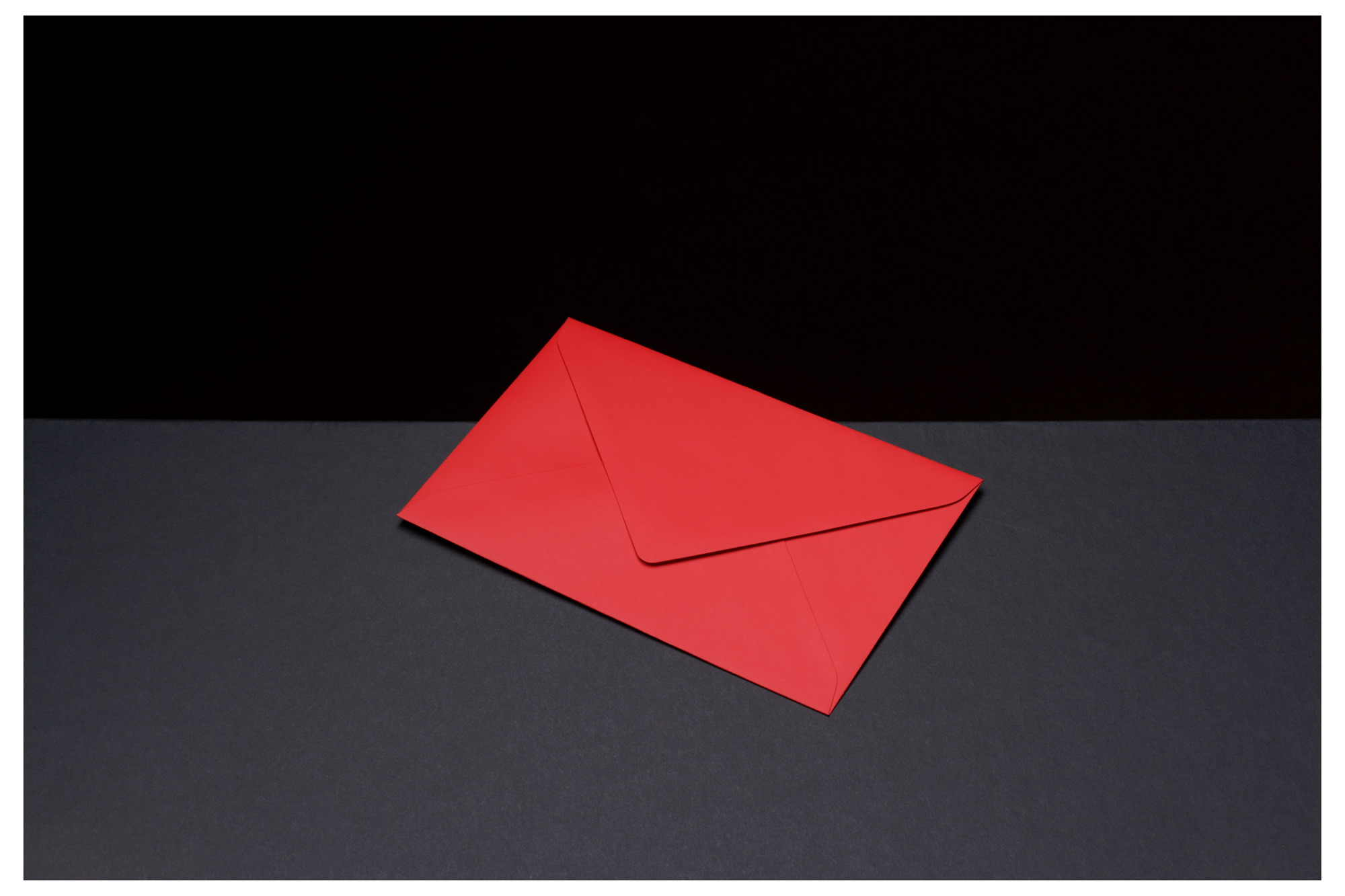
Colored envelops 3 2010

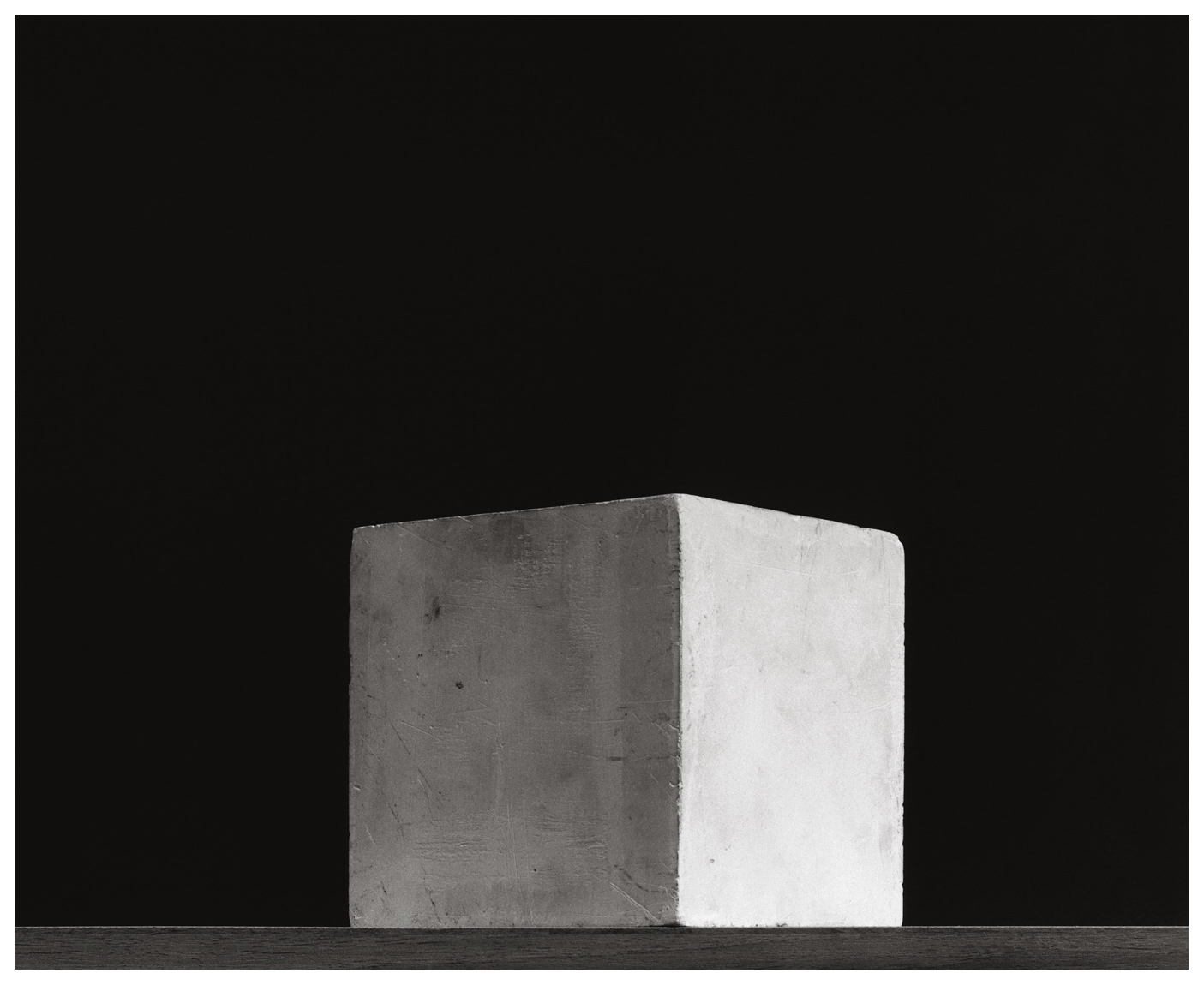
Gypsum 1 2001

Wadim Witaljewitsch Guschtschin (russisch Вадим Витальевич Гущин, Transliteration Vadim Vitaljevič Guschtschin; * 27. September 1963 in Nowosibirsk) ist ein russischer Fotokünstler.

## Leben
Wadim Witaljewitsch Guschtschin absolvierte ein Studium am Moskauer Energetischen Institut. Seit 1988 ist er als freischaffender Künstler tätig und hat seit 1991 an mehr als 50 Gruppenausstellungen in verschiedenen Galerien und Museen in Russland und im Ausland teilgenommen. Seine erste Einzelausstellung fand 1995 statt. Seine Werke gehören zu den Sammlungen internationaler Museen. In seinen fotografischen Stillleben bedient er sich der Bildsprache des Suprematismus und Konstruktivismus, bezieht sich damit auf das kulturelle russische Erbe und unterstreicht seine nationale Identität.

„Vadim Gushchins Werke zeigen ständig wechselnde, alltägliche Objekte, die der Künstler zu Inszenierungen à la Malewitsch fügt und dann fotografiert. Dem Künstler gelingt es, ein Produkt aus einem entfremdeten Produktionsprozess zu entfernen und dem Objekt zu einem individuellen Wert und einer persönlichen Beziehung zum Betrachter zu verhelfen.“

„[...] der Künstler gibt in seinen Fotoinszenierungen den Sachen ein neues Geheimnis, das vielleicht ihr altes ist, er weist auf etwas in ihrer banalen Sachlichkeit verborgenes hin, auf einen Märchenzusammenhang vielleicht. Paradox ist die Inszenierung deshalb, weil einerseits in seiner fotografischen Analyse der Formen der Geist des Objektes freigesetzt wird und andererseits er sich von ihnen verabschiedet, indem er ihnen in seinen Fotografien Märchensärge aus gefrorenen Augenblicken zimmert.“

## Auszeichnungen
- 2007: «The Silver Camera» in der Kategorie «Architektur», Preis des Moskauer Hauses für Fotografie für die beste Reportage über die Stadt Moskau[4][5]

## Ausstellungen
- «Meine Dinge», Museum für Fotografie, Braunschweig, Deutschland, 1999.
- Ausstellung in ROSIZO Galerie, Moskau, 1999.
- «Personalismus des Dinges», Kultur Bahnhof Eller, Düsseldorf, Deutschland, 2003.[6]
- «Bread and Wood», International Photo-Biennial FotoFest, Houston, USA, 2006.[7]
- «Bread», Johannes Larsen Museum, Odense, Denmark, 2006.
- Ausstellung im Museum für Geschichte der Fotografie, Sankt Petersburg, 2009.[8]
- «Ästhetik der Statik», Alexander Grinberg/Vadim Gushchin in der Galerie Viktor Grray, Düsseldorf, 2010.[9]
- «Bücher», In focus Galerie, Köln, Deutschland, 2013.[10][11]
- «Inventory of a Private Library», Blue Sky Gallery, Oregon Center Photographic Arts, Portland, Oregon, USA, 2013.[12]
- «A la recherche du pere», 1993–94, Paris, France.
- «Neue Fotokunst aus Russland», 1994–95, Wanderausstellung in fünf deutschen Städten.
- «Aufbruch. Neue russische Fotografie», 1998, Leverkusen, Deutschland.
- «Idea Photographic after Modernism», 2002, Santa Fe, USA.[13]
- Odense Photo Triennial, Denmark, 2006.
- «In Box of Dreams», (Contemporary Russian Photography), International Photography Festival, Pingyao, China, 2009.
- «Doors open day» Russian art 1989–2009, Moscow Museum of Modern Art, Moskau.[14]
- «Leben elementar», Trier, Deutschland, 2010.[15]
- «Contemporary Russian Photography», Biennial FotoFest, Houston, USA, 2012.[16]
- «Museum, look of Photographer», The Pushkin State Museum of Fine Arts, Moscow, 2012.[17]
- «Tarantel 2», Künstlerhaus Bethanien, Berlin, Deutschland, 2013.[18][19]
- «Object. Function. Image.», Lumière Brothers Photography Center, Moskau, 2013.[20][21][22]
- «Vadim Gushchin. Passed», Month of Photography, Bratislava, Slovakia, 2013.[23]
- «Cultural Treasures», International Photo-Festival «Lianzhou Foto 2014», Lianzhou, China, 2014.[24][25][26]
- “Neue Russische Avantgarde. Kunst als Brücke zwischen Ost und West.” Galerie Kellermann, Düsseldorf, Deutschland. 2015[27][28]
- “Soviet Photo”, Lumiere Brothers Centre for Photography, Moskau. 2015[29][30]
- “Russian House”, Schilt Publishing Gallery, Amsterdam, Holland. 2015[31]
- «New Acquisitions. 1998–2014», The Russian Museum, Sankt Petersburg. 2015[32]
- «Subject Interpretation», 7th International Photofestival «PhotoVisa», Krasnodar, Russia. 2015[33]

## Sammlungen
- The Pushkin State Museum of Fine Arts, Moskau[34]
- Museum of Modern Art, Moskau[35]
- Museum House of Photography, Moskau[36]
- National Centre of Contemporary Art, Moskau[37]
- Museum of Moscow, Moskau[38]
- Museum of Photographic Collections, Moskau
- Lumiere Brotherth Photography Center, Moskau[39]
- State Russian Museum of Photography, Nishny Novgorod, Russland
- Collection of Photograph’s Union, Moskau
- Surgut’s Museum of Fine Arts, Surgut, Russia
- Museum of Fine Arts, Santa Fe, USA
- Museum of Fine Arts, Houston, USA[40]
- Santa Barbara Museum of Art, USA[41]
- Museum Albertina, Wien, Oesterreich.[42][43][44]
- Museum für Photographie, Braunschweig, Deutschland
- Museet for Fotokunst, Odense, Denmark
- Museu de Arte Moderna, Rio de Janeiro, Brasilien
- «Boghossian Foundation», Brussels, Belgie.[45]
- Private Sammlungen in Russland, Belgien, Deutschland, Frankreich, Italie, Großbritannien, USA, Süd-Korea